# Temple del Gran Sacerdot
El temple del Gran Sacerdot, també anomenat Temple III, és un temple funerari-cerimonial, construït l'any 810 de per la civilització maia; és una edificació que forma part de la ciutat més gran del període maia clàssic tardà: Tikal, forma part del parc nacional de Tikal situada actualment a la zona de Petén, Guatemala.

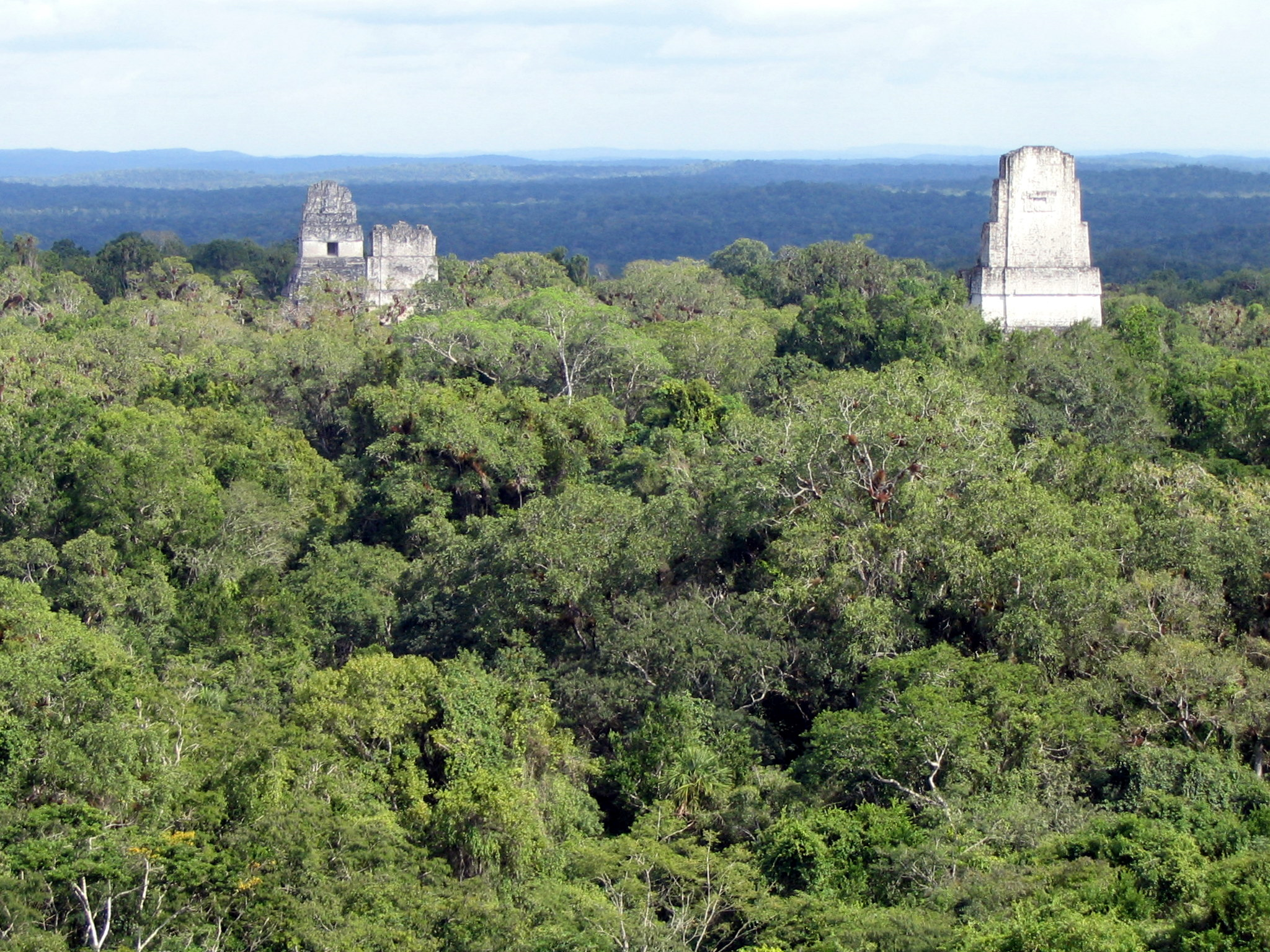
Vista del temple del Gran Sacerdot (en la imatge el de més a la dreta), des del Temple IV o temple de la Serp Bicèfala a l'antiga ciutat de Tikal, Guatemala

## Història
El temple es construí sota el mandat del rei maia Chi'taam, vint-i-nové monarca de la dinastia de Tikal, i es creu que fou enterrat en aquest temple, tot i que encara no se n'han trobat les restes.
És la darrera gran construcció de Tikal.

## Arquitectura
- Ubicació: a l'oest del temple de les Màscares.
- Altura: 55 m.
- Forma: piramidal, amb 9 terrasses.
- Una única porta d'entrada, adornada amb la llinda número u.
- Dues estances o cambres, en una d'elles se situava la llinda número dos.
- En la decoració exterior destaquen la cresteria i una llinda original en què es gravà un personatge vestit amb una pell de jaguar, amb una màscara a l'esquena i al front un símbol d'un Déu.[4]

## Conservació
En la seua major part està cobert per la vegetació selvàtica, tot i que s'hi han desenvolupat projectes de restauració, entre ells els efectuats el 1968 i 1969 per part del Museu de la Universitat de Pennsilvània, però encara no ha estat reconstruït totalment.